# 马诺门 (明尼苏达州)
馬諾門（英語：Mahnomen）是一個位於美國明尼蘇達州馬諾門縣的都市。根據2010年美國人口普查，該地共人口5631人，而該地的面積約為2.75平方千米。同時該地也是馬諾門縣的縣治。

## 地理
馬諾門的座標為47°18′57″N 95°58′10″W / 47.31583°N 95.96944°W，而該地的平均海拔高度為369米（即1211英尺）。